# Suren Kasparian
Suren Kasparian (ros. Сурен Каспарян, orm. Սուրեն Կասպարով, ur. 15 sierpnia 1924 w Górskim Karabachu, zm. 3 stycznia 1994 w Erywaniu) – radziecki wojskowy narodowości ormiańskiej, kapitan, Bohater Związku Radzieckiego (1944).

## Życiorys
Urodził się w ormiańskiej rodzinie chłopskiej. Skończył szkołę średnią, pracował jako tokarz w fabryce im. Gorkiego w Taszkencie, od grudnia 1942 służył w Armii Czerwonej. W 1943 ukończył szkołę pułkową, od października 1943 uczestniczył w wojnie z Niemcami, był celowniczym działonu 86 gwardyjskiego samodzielnego dywizjonu przeciwpancernego 82 Gwardyjskiej Dywizji Piechoty 8 Gwardyjskiej Armii 1 Frontu Białoruskiego w stopniu sierżanta. Szczególnie wyróżnił się w walkach o przyczółek na zachodnim brzegu Wisły 20 sierpnia 1944, gdy niszcząc ogniem działa czołgi wroga, przyczynił się do odparcia kontrataku wroga. W 1947 został zdemobilizowany, mieszkał w Taszkencie, w 1951 powołany ponownie do armii, skończył kursy przy rostowskiej szkole artylerii i odeskiej szkole artylerii, w 1956 został zwolniony w stopniu kapitana.

## Odznaczenia
- Złota Gwiazda Bohatera Związku Radzieckiego (18 listopada 1944)
- Order Lenina (18 listopada 1944)
- Order Wojny Ojczyźnianej I klasy (11 marca 1985)

I medale.